# Bencao yanyi buyi
La pharmacopée chinoise Bencao yanyi buyi 本草衍义补遗 « Compléments à la Bencao yanyi » de Zhu Zhenheng 朱震亨 (1347), a été écrite durant la dynastie Yuan (1271-1368), pour apporter des compléments à l’ouvrage de Kou Zongshi, la Bencao yanyi 本草衍义, écrit 231 ans plus tôt (en 1116), sous les Song du Nord.
Contrairement à la pratique antérieure, dans le Bencao yanyi buyi, Zhu Zhenheng attribue en général à chaque drogue plusieurs phases parmi les wuxing (bois, feu, terre, métal, eau) et plusieurs saveurs parmi les cinq saveurs (acide, amer, doux, piquant, salé). Ce qui lui permet de nuancer les catégorisations. Comme les phases sont liées à des effets thérapeutiques, sa méthode de classification multiphasique était une innovation significative qui a enrichi la pratique de la médecine traditionnelle chinoise et a été adoptée par des générations de praticiens par la suite.
Il a aussi attribué plusieurs saveurs à chaque drogue.
En attribuant plusieurs phases et plusieurs saveurs qui sont habituellement attachées à des effets thérapeutiques, il tentait de résoudre les contradictions qui pouvaient apparaitre auparavant, entre l’efficacité thérapeutique théorique de l’unique phase donnée et l'efficacité clinique observée. Mais comme le remarque Paul Unschuld, il a continué à saper le système de standardisation des qualités des médicaments en ajoutant de nouvelles concessions déjà inhérentes au système.

## Texte
Le travail de pionnier de Kou Zongshi avait consisté à introduire quelques éléments de la théorie philosophico-médicale du Huangdi nei jing (Suwen et Lingshu) dans les explications de l’usage des drogues pharmaceutiques. Il fut suivi par des approches innovantes de Liu Wansu (1120-1200), Zhang Congzheng (1156-1228) et Li Gao (1180-1251) que Zhu Zhenheng étendit avec ses propres idées comme celle qu’« une déplétion fréquente des influences yin et un surcroit d’influence yang pouvaient être une cause de maladie ».
L’ouvrage de Zhu Zhenheng contient près de 200 drogues dont 45 ne figurent pas dans la Bencao yanyi. Le texte chinois étant peu accessible sur internet, nous utiliserons la version bridée des Classiques chinois 中华典臧.
Les notices de Bencao yanyi buyi présentent les substances médicinales sans suivre un plan précis. Pour chaque drogue, elles fournissent un ou plusieurs des items suivants :  ses catégories dans les Cinq phases (wuxing), ses saveurs, ses méridiens correspondants, ses lieux de production, sa préparation, ses fonctions principales, ses indications, ses contre-indications et ses distinctions.
La Bencao yanyi communiquait souvent des informations botaniques permettant d’identifier la matière médicale et fournissait toutes les indications nécessaires sur la préparation de la partie utilisée pour pouvoir l’utiliser comme médicament.
La Bencao yanyi buyi se concentre sur la manière d’agir de la drogue sur le corps humain, dans quels organes elle intervient, comment elle influence les conduits, comment l’utiliser dans des formulations formées de plusieurs matières médicales. Elle met en œuvre tout l’appareillage médical formel du Huangdi neijing pour expliquer le mode d’action du médicament. Elle reflète tous les progrès de l’analyse médicale de la pharmaceutique au cours des dynasties Song Jin Yuan.

## Exemples de notices

### Remarques générales
Pour tenter de maitriser l'infinie complexité « des dix mille choses du monde », les chinois dès la période pré-impériale ont recouru à des classifications catégorielles: classification binaire (dichotomique) suivant une opposition de type yin - yang, et classification pentanaire comme les Cinq Phases (bois → feu → terre → métal → eau des wuxing 五行). La discrimination yin-yang peut être plus ou moins claire. Ainsi, selon le Suwen (chapitre 4) « l’intérieur est yin, l’extérieur est yang ». Si j’ai laissé ma veste accrochée à l’intérieur de l’armoire, je ne vais pas la chercher à l’extérieur. Toujours selon Suwen 4 « Foie, cœur, rate, poumons, reins qui sont les Cinq zang (organes) sont yin. Tandis que vésicule biliaire, estomac, gros intestin, intestin grêle, vessie, Triple réchauffeur qui sont les Six fu (entrailles) sont yang ». Toutes ces catégories sont très claires et distinctes car elles s’appliquent à des objets bien identifiés et bien délimités.
Pourtant, le Suwen utilise aussi les catégories yin yang pour effectuer une périodisation de la journée de 24 heures sur la base de la variation d’intensité de la lumière (rythme nycthéméral). La période qui va du lever au coucher du soleil est yang car le soleil (et la lumière) est yang, le matin le soleil monte (caractère yang) et l'après-midi il descend (caractère yin) donc de l’aube à midi est une période « yang dans le yang », et de midi au crépuscule est une période « yin dans le yang ». La montée du soleil ou l’augmentation de la lumière sont définies par des grandeurs mesurables variant de manière continue ; pour découper des catégories bien distinctes à l’intérieur, il faut introduire une grandeur mesurable (comme l’angle d’inclinaison ou l’intensité lumineuse du soleil) pour délimiter des frontières claires pour certaines valeurs. La période qui va du coucher au lever du soleil (la nuit) est yin et elle aussi peut être découpée.
Il y a deux millénaires, au moment de la rédaction du Suwen, bien avant l’invention des horloges (et montres) mécaniques, tout le monde devait être bien à la peine pour délimiter précisément les périodes nycthémérales. Et c’est aussi le cas à l’époque contemporaine, quand les notions de yin et yang sont appliquées à des notions de médecine chinoise très vagues comme la fraicheur ou l’humidité. Ces notions qualitatives renvoient à des grandeurs que l'on sait être mesurables de nos jours mais qui dans les temps anciens étaient laissées à l'appréciation subjectives de chacun.
Dans aucun passage de la Bencao yanyi buyi, Zhu Zhenheng ne présente sa méthode de travail. Nous allons donc procéder à l’analyse de quelques notices typiques de ses drogues.

### Plastron de tortue briséebaiguiban败龟板
La notice sur le Plastron de tortue brisée baiguiban 败龟板 se traduit ainsi

« Appartient à l'élément métal avec une nature aqueuse (shu Jin er you Shui 属金而有水), c'est le yang au sein du yin. Il possède une grande capacité à nourrir le yin, ce qui n'est pas mentionné dans la Shennong bencao, chose fort regrettable ! Son pouvoir de nourrir le yin est puissant, il élimine également le sang stagnant, renforce les muscles et les os, et traite la fatigue. 
Ce qui peut nourrir le yin (bǔ yīn 补阴), ce sont les substances provenant du yin au sein du yin (yīn zhōng zhì yīn zhī wù 阴中至阴之物), générées par l'énergie du nord, qui peuvent donc nourrir le yin. Traite l'insuffisance de sang, arrête les saignements, soigne la faiblesse des membres, et peut être utilisé avec de l'huile de sésame et du saindoux. La tortue est un animal spirituel, utilisé pour nourrir le cœur, bien qu'il y ait des divergences à ce sujet. »

— (Traduction résultant d'une discussion avec chatGPT4)
Parmi les médecins de son époque, Zhu Zhenheng se distingue pour avoir caractérisé chaque drogue par plusieurs éléments des Cinq phases (wuxing), ici métal (jin 金) et eau (shui 水). Auparavant, les auteurs de pharmacopée n'assignaient qu'un seul élément (phase) à chaque drogue.
Cette drogue est associée à l’élément métal car elle a des propriétés pharmaceutiques de rigidité, de structuration et de soutien, mais comme elle a aussi des propriétés nourrissantes et hydratantes, elle a également des propriétés associées à l’eau.
Elle est « le yang au sein du yin » qui s’interprète comme « elle est principalement yin (nourrissante et apaisante) tout en gardant des propriétés yang (énergisantes et actives) ».
La notice indique aussi que le plastron de tortue brisée est une substance qui possède des propriétés « yin au sein du yin ». C’est-à-dire qu’elle est extrêmement nourrissante et hydratante, possédant des caractéristiques yin très prononcées.
En médecine traditionnelle chinoise (MTC), une substance « nourrissante, rafraichissante » n’a pas la même signification qu’en médecine moderne mais doit être comprise dans le contexte de la notion de bǔ yīn 补阴 qui est traduit habituellement par « nourrir le yin ». Le yin connote la fraicheur, l’humidité, la nuit, la passivité suivant ce à quoi il est appliqué. Car le yin n’est pas une entité substantielle mais une qualité attribuée à une entité. Les organes ayant des caractéristiques yin sont les reins, le foie, le cœur, les poumons et la rate. La déficience en yin d’un patient se manifeste par des symptômes comme 1) la sécheresse (bouche, gorge, peau), 2) la chaleur interne (bouffées de chaleur, sueurs nocturnes), 3) l'insomnie, l'irritabilité, la faiblesse, et la perte de poids.
Les actions thérapeutiques pour « nourrir le yin » (bǔ yīn 补阴) visent donc à 1) réduire la sécheresse de la bouche, de la peau, 2) à éliminer la chaleur interne excessive, 3) à améliorer la vitalité. Dans ce cas, la drogue est « nourrissante », avec un sens qui n'a plus rien à voir avec le sens de la médecine moderne (dite occidentale).
La notice indique aussi que baiguiban peut être utilisé en combinaison avec l’huile de sésame et du saindoux pour améliorer ses effets nourrissants.
Zhu Zhenheng en introduisant la notion de « yang au sein du yin » se donne le moyen de comparer les puissances yin et yang de baiguiban, c’est-à-dire d’affirmer que sa puissance yin est supérieure à sa puissance yang, que le yin est dominant. On peut supposer que des médecins et lui-même ont observé l’efficacité du plastron de tortue sur des patients présentant des signes de déficience de yin.
En MTC, chaque organe zang a au moins une substance spécifique capable de nourrir son yin et une autre substance capable de nourrir son yang.
Par exemple pour le cœur (xin 心) : 1) shengdihuang 生地黄, la Rehmannia crue, nourrit le yin du cœur, rafraîchit le sang 2) fuzi 附子, l’aconit préparé, nourrit/restaure le yang du cœur, réchauffe le feu vital.
Pour les reins (shen 肾) : 1) shudihuang 熟地黄, la Rehmannia préparée, nourrit le yin des reins, tonifie l’essence 2) lurong 鹿茸, bois de velours du cerf qui renforce/nourrit le yang des reins, améliorant ainsi la vitalité et l'énergie.

### Rhubarbedahuang大黄
La notice sur la dahuang indique

« [Phases] eau et feu, [saveurs] amère et froide ; efficace pour purger (xiè 泄). [Zhang] Zhongjing l'utilise dans la "Décoction de Purification du Cœur" (wuxintang 污心汤) pour les personnes vomissant du sang en raison d’une insuffisance de la vitalité cardiaque (xinqi 心气, le qi du cœur). C'est précisément parce que le méridien du Shaoyin est insuffisant, que le yang de ce méridien est excessivement sans soutien, entraînant une circulation erratique du sang et une sécheresse. Par conséquent, l'utilisation de la rhubarbe aide à purger le feu excessif, permettant ainsi à l'équilibre de revenir et au sang de circuler correctement. L'insuffisance du qi yang du cœur n'est pas une condition soudaine, elle existe depuis un certain temps. Les poumons et le foie souffrent également de [la chaleur de] ce feu et développent des maladies, donc il est nécessaire de traiter les poumons et de sauver le foie en même temps. Les poumons dominent le yin, le foie est la mère du cœur et le logement du sang. (1) Lorsque [la chaleur] du feu du foie et des poumons est éliminée, le sang yin peut se rétablir. Le "Yanyi" [Bencao yanyi 本草衍义] ne l'explique pas clairement, disant que la chaleur perverse est due à une insuffisance, ce qui n'explique pas correctement l'intention de Zhang Zhongjing, laissant ainsi des erreurs dans les interprétations ultérieures. »

— (Traduction résultant d’un dialogue avec ChatGPT)
Le symptôme tǔ xiě 吐血 peut suivant le contexte référer à 1) l’hémoptysie : l'expectoration de sang provenant des voies respiratoires inférieures (bronches, poumons) ou à 2) l'hématémèse : le vomissement de sang provenant de l'estomac ou du tractus gastro-intestinal supérieur. Dans le contexte de la drogue wuxintang, il s’agit probablement de l’hématémèse, car le texte parle de l'insuffisance de la vitalité du cœur (xinqi bu zu 心气不足) et de la chaleur interne excessive, qui sont plus typiquement associées en MTC à des problèmes digestifs plutôt qu'à des affections pulmonaires.

Les cinq phases wuxing

Le Shaoyin est l'un des six niveaux énergétiques dans le corps, associant les conduits/méridiens du Cœur et des Reins. Ces deux conduits du shaoyin 少阴经 sont
- shou shaoyin xin jing 手少陰心經. Conduit de la main shaoyin du cœur ; le cœur représente le feu (huo 火) et est responsable de la circulation du sang et abrite l'esprit (shen 神).
- zu shaoyin shen jing 足少陰腎經. Conduit du pied shaoyin des reins ; les reins représentent l'eau (shui 水) et sont responsables de la réserve d'énergie vitale (jing 精), de la régulation des fluides et de l'équilibre Yin-Yang.

Les associations cœur ↔ feu ou reins ↔ eau viennent des antiques règles de correspondances systématiques des Cinq phases wuxing mettant en correspondance le monde des phénomènes naturels extérieurs (saisons, planètes, couleurs, notes de musique etc.) avec le corps et l’esprit humain.
L’insuffisance du yang qi cardiaque (xin zhi yang qi bu zu 心之阳气不足) indique que le cœur n'est pas capable de fonctionner correctement, ce qui peut entraîner des problèmes de circulation sanguine, des palpitations, des anxiétés, et d'autres symptômes.
Zhu Zhenheng prône l’usage de la rhubarbe pour « aider à purger le feu excessif ». Cette indication n’est pas mentionnée dans le Shennong bencao jing mais elle est développée par Zhang Zhongjing (150-219) dans le Shang han lun 伤寒论 et le Jin gui yao lue 金匮要略. Dans le premier texte, la rhubarbe est souvent utilisée pour ses propriétés purgatives pour traiter divers syndromes de chaleur et de froid. Dans le second texte, elle y est également utilisée pour ses propriétés purgatives et pour éliminer la chaleur interne.
La formule du wuxintang 污心汤, peut contenir les ingrédients suivants : 1) dahuang 大黄, la rhubarbe, purgatif qui élimine la chaleur et les toxines 2) shengdihuang 生地黄, Rehmannia glutinosa [racine] fraiche, nourrit le yin, refroidit le sang 3) mudanpi 牡丹皮, Écorce de pivoine, rafraichit le sang, élimine la chaleur 4) huangqin (黄芩, Scutellaria, élimine la chaleur et les toxines, apaise les inflammations.
Zhu Zhenheng justifie l’usage de la rhubarbe pour purger le feu excessif du cœur parce que selon les associations prédéfinies des Wuxing, le cœur est associé au feu. La rhubarbe, en tant que substance amère et froide, peux purger la chaleur excessive du cœur. Zhu Zhenheng croyait que cette chaleur pouvait perturber le qi du cœur et entraîner des symptômes de déséquilibre.
On sait actuellement, que le symptôme de départ de l’hématémèse est dû à un ulcère gastro-duodénal (dans 40 à 70 % des cas) ou à une rupture de varices œsophagiennes, ou à une gastrite et duodénite aiguë, une œsophagite, ou à une tumeur malignes.

### Raisinputao葡萄
La notice sur le Raisin putao 葡萄

« Appartient à l'élément terre mais contient de l'eau ainsi que du bois et du feu. Dans les régions orientales et méridionales, une consommation excessive entraîne des maladies liées à la chaleur, tandis que dans les régions occidentales et septentrionales, elle est bénéfique et sans inconvénient. Les raisins ont la capacité de descendre dans les méridiens, et dans le nord-ouest, ils sont épais et abondants. Les gens du nord-ouest les trouvent supérieurs. 
Les coutumes disent que leurs jeunes pousses sont comme du bois, et qu'ils aident les intestins et l'estomac. Dans le passé, l'Empereur Han Xuandi a informé ses ministres que les raisins peuvent être consommés frais, fermentés en vin, ou séchés en raisins secs. Ils sont doux mais pas écœurants, acides mais pas aigres, frais mais pas froids, leur goût est long et agréable. Ils éliminent les soucis et dissipent l'agitation (5). 
(5) 恚 (yuànkuì) : Sentiments de colère, de tristesse et d'anxiété. Yu Shiling a mentionné dans ses annales que les raisins sont particulièrement efficaces pour soulager ces émotions négatives. »

— (Traduction de chatGPT4)
La thérapie tient compte des caractéristiques climatiques et météorologiques locales :
- Les régions orientales et méridionales sont généralement plus chaudes et humides. Sous ces climats, la consommation excessive de raisins peut aggraver la chaleur interne et l'humidité du corps, ce qui peut entraîner des maladies liées à la chaleur, comme des inflammations, des fièvres ou des troubles digestifs. Les raisins ont une nature douce et hydratante, ce qui peut exacerber l'humidité dans des climats déjà humides.
- Les régions occidentales et septentrionales sont généralement plus sèches et froides. Sous ces climats, les raisins sont bénéfiques et sans inconvénient car ils peuvent aider à hydrater et nourrir le corps dans des conditions sèches. La nature hydratante des raisins peut compenser la sécheresse de l'environnement, aidant ainsi à prévenir la déshydratation et les sécheresses internes.

Les raisins cultivés dans le nord-ouest de la Chine sont décrits comme étant épais et abondants. Cela pourrait être dû aux conditions climatiques favorables et aux techniques agricoles spécifiques de cette région. Les gens du nord-ouest considèrent ces raisins comme supérieurs en raison de leur qualité et de leur capacité à nourrir et hydrater efficacement, répondant mieux aux besoins de leur environnement sec et aride.